# Prêmio Guarani de Cinema Brasileiro
O Prêmio Guarani de Cinema Brasileiro, ou apenas Prêmio Guarani, é uma premiação criada em 1996 e promovida anualmente pela Academia Guarani de Cinema, a qual é composta por críticos de cinema de todo o país, com o intuito de reconhecer desempenhos excepcionais no cinema nacional. O prêmio é designado em categorias de atuação e técnicas e tem sido a premiação mais ampla da crítica de cinema do Brasil.
Desde 1996, o Prêmio Guarani é realizado ininterruptamente a cada ano e se tornou muito prestigiado entre os profissionais do audiovisual. O prêmio surgiu concomitantemente com os primeiros passos da retomada do cinema brasileiro, que ocorreu em 1995 com o lançamento de Carlota Joaquina, Princesa do Brazil. A organização do evento não é composta por integrantes da indústria do cinema e sim por críticos da sétima arte, portanto as indicações são amplas e contemplam produções de todos os estados do país.
As indicações para os prêmios vem uma comissão composta por mais de quarenta profissionais da crítica cinematográfica, que convidam mais críticos para a fase de seleção dos ganhadores. Ao lado do Grande Prêmio do Cinema Brasileiro, concedido pela Academia Brasileira de Cinema (Abraccine), compõe uma das premiações mais amplas que prestigiam o cinema do Brasil atualmente.

## Premiação
A premiação foi criada e é organizada anualmente pelo jornalista e crítico de cinema Robledo Milani, atual editor-chefe do site Papo de Cinema e membro fundador da Abraccine. Segundo Robledo, a premiação surgiu a partir de uma paixão pelo cinema nacional entre um grupo de amigos. O movimento de retomada, que alcançou sucesso com filmes como Carlota Joaquina, Princesa do Brazil, o qual teve um público de mais de um milhão de espectadores, e O Quatrilho, filme indicado ao Óscar de melhor filme estrangeiro, motivou ainda mais o grupo de amigos a criar uma premiação que prestigiasse os profissionais do audiovisual.
Ao todo, o prêmio envolve centena de críticos ligados a diversas associações, entre elas, membros da Associação Brasileira de Críticos de Cinema (Abraccine), Associação de Críticos de Cinema do Rio Grande do Sul (CCIRS), Associação dos Críticos de Cinema do Rio de Janeiro (ACCRJ), Associação dos Críticos de Cinema do Pará (ACCPA), Associação Cearense de Críticos de Cinema (Aceccine) e Associação dos Críticos de Cinema do Rio Grande do Norte (ACCiRN).

## Cerimônia
O evento é considerado a maior e mais ampla premiação da crítica de cinema no Brasil. A divulgação dos indicados e, posteriormente, dos ganhadores ocorre no portal Papo de Cinema. Atualmente, o prêmio conta com apresentação de 25 categorias com cinco finalistas cada e também possui uma categoria especial que homenageia uma estrela do cinema. Na 25ª edição do prêmio, o homenageado foi o ator Leonardo Villar, que recebeu o Guarani Honorário. 

## Categorias premiadas
Os filmes indicados concorrem em diversas categorias técnicas, dentre elas: 
| Principais - Melhor Filme - Melhor Direção - Melhor Ator - Melhor Atriz - Melhor Ator Coadjuvante - Melhor Atriz Coadjuvante - Prêmio de Revelação Feminina - Prêmio de Revelação Masculina - Melhor Roteiro Original - Melhor Roteiro Adaptado |  | Coadjuvantes - Melhor Filme Estrangeiro - Melhor Documentário em Longa-Metragem - Melhor Documentário em Curta-Metragem - Melhor Curta-metragem de Ficção - Melhor Animação |  | Técnicos - Melhor Trilha Sonora - Melhor Trilha Sonora Original - Melhor Som - Melhor Direção de Arte - Melhor Direção de Fotografia - Melhor Maquiagem - Melhor Figurino - Melhor Montagem de Ficção - Melhor Montagem de Documentário - Melhores Efeitos Visuais |

Além dos prêmios de mérito à excelência, a Academia Guarani de Cinema anualmente outorga, através de seu conselho, o prêmio de Homenagem Especial.

## Guarani Honorário

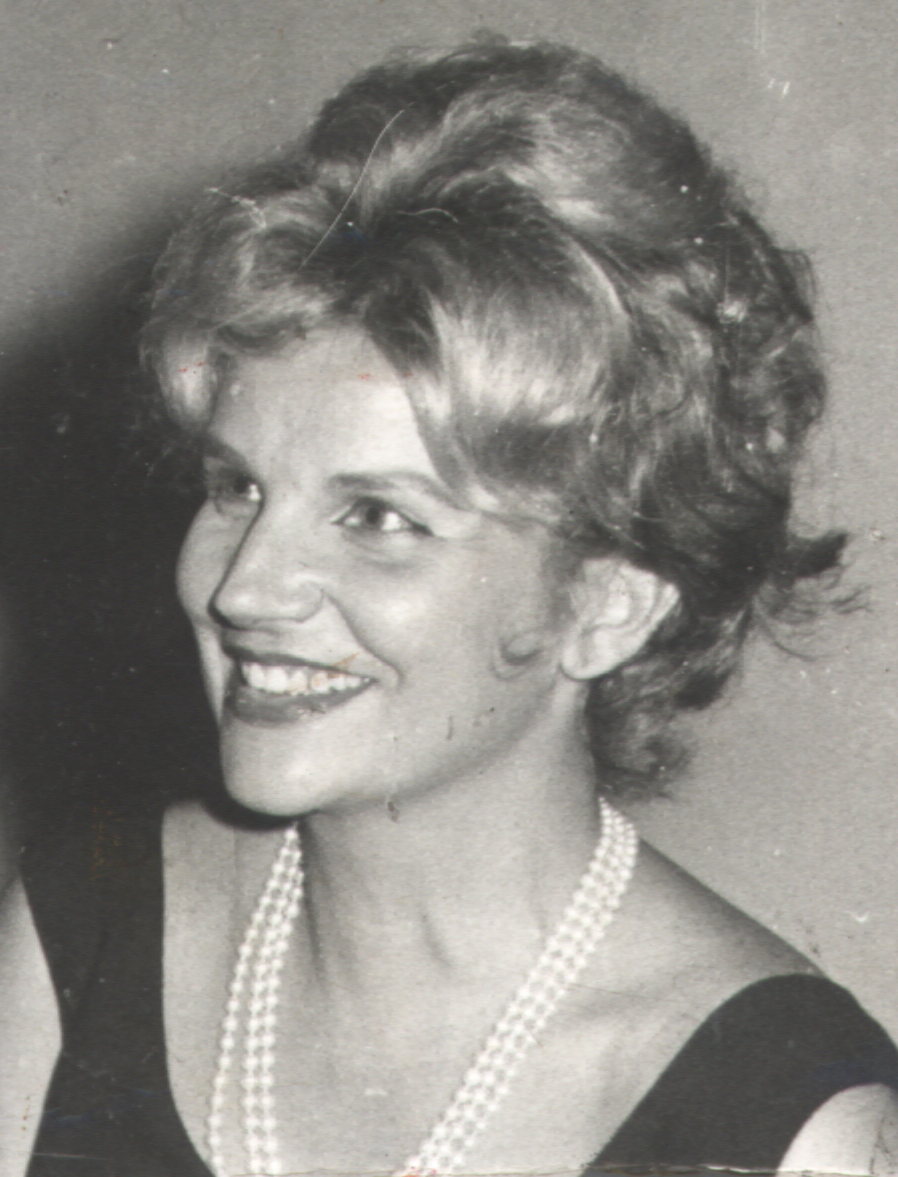
A atriz Tônia Carrero foi a primeira homenageada nesta categoria.

A partir do 20° Prêmio Guarani, na cerimônia de 2015, a Academia Guarani de Cinema passou a conceder o Guarani Honorário como forma de homenagear figuras ilustres que contribuíram para a história do cinema nacional. A primeira honraria foi concedida a atriz Tônia Carrero por seu conjunto da obra.
| Edição    | Homenageado     | Profissão                   |
| --------- | --------------- | --------------------------- |
| 20°, 2015 | Tônia Carrero   | Atriz                       |
| 21°, 2016 | Ruth de Souza   | Atriz                       |
| 22°, 2017 | Paulo José      | Ator                        |
| 23°, 2018 | Antônio Pitanga | Ator e Diretor              |
| 24°, 2019 | Helena Ignez    | Atriz, Diretora e Produtora |
| 25°, 2020 | Leonardo Villar | Ator                        |
| 26°, 2021 | Laura Cardoso   | Atriz                       |
| 27°, 2022 | Lima Duarte     | Ator                        |
| 28°, 2023 | Tony Tornado    | Ator                        |

## Edições
- Prêmio Guarani de Cinema Brasileiro 2023
- Prêmio Guarani de Cinema Brasileiro 2022
- Prêmio Guarani de Cinema Brasileiro 2021
- Prêmio Guarani de Cinema Brasileiro 2020
- Prêmio Guarani de Cinema Brasileiro 2019
- Prêmio Guarani de Cinema Brasileiro 2018
- Prêmio Guarani de Cinema Brasileiro 2017
- Prêmio Guarani de Cinema Brasileiro 2016
- Prêmio Guarani de Cinema Brasileiro 2015
- Prêmio Guarani de Cinema Brasileiro 2014
- Prêmio Guarani de Cinema Brasileiro 2013
- Prêmio Guarani de Cinema Brasileiro 2012
- Prêmio Guarani de Cinema Brasileiro 2011
- Prêmio Guarani de Cinema Brasileiro 2010
- Prêmio Guarani de Cinema Brasileiro 2009
- Prêmio Guarani de Cinema Brasileiro 2008
- Prêmio Guarani de Cinema Brasileiro 2007
- Prêmio Guarani de Cinema Brasileiro 2006
- Prêmio Guarani de Cinema Brasileiro 2005
- Prêmio Guarani de Cinema Brasileiro 2004
- Prêmio Guarani de Cinema Brasileiro 2003
- Prêmio Guarani de Cinema Brasileiro 2002
- Prêmio Guarani de Cinema Brasileiro 2001
- Prêmio Guarani de Cinema Brasileiro 2000
- Prêmio Guarani de Cinema Brasileiro 1999
- Prêmio Guarani de Cinema Brasileiro 1998
- Prêmio Guarani de Cinema Brasileiro 1997
- Prêmio Guarani de Cinema Brasileiro 1996